# NFL Network

Das Logo des Senders 2008–2012

Das NFL Network ist ein US-amerikanischer Fernsehsender, der sich auf Themen um die amerikanische American-Football-Liga National Football League (NFL) spezialisiert hat. Der Sender ist in den USA und in Kanada empfangbar und ist im Besitz der NFL.
Der Sender ging am 4. November 2003 auf Sendung, nur acht Monate nachdem die 32 Besitzer der NFL-Teams einstimmig für dessen Einführung stimmten. Dazu wurden 100 Millionen US-Dollar (rund 75 Mio. Euro) investiert. Das NFL Network sendet aus seinen Studios im kalifornischen Los Angeles.
Neben Spielen der NFL beschäftigt sich das Programm des Senders auch mit College Football. So einigte sich das Network mit der Conference USA 2019 auf einen Vierjahresvertrag zur Übertragung von zehn Spielen je Saison. Zuvor hatte man nur den Senior Bowl und das East-West Shrine Game ausgestrahlt. Zwischen 2006 und 2008 zeigte man zudem Regular-Season-Spiele von Historisch afroamerikanischen Colleges und Hochschulen sowie einige Bowl-Spiele. Auch Spiele anderer Profiligen, etwa der Canadian Football League, Arena Football League oder der Alliance of American Football werden übertragen.